# セルグ
セルグは、旧約聖書の『創世記』に登場する人物。セムの子孫でアブラハムの曽祖父にあたる。
『創世記』の記述によれば、30歳のときナホルを生み、その後息子や娘をもうけて230歳まで生きたという。